# Schuurmansia henningsii
Schuurmansia henningsii är en tvåhjärtbladig växtart som beskrevs av Karl Moritz Schumann. Schuurmansia henningsii ingår i släktet Schuurmansia och familjen Ochnaceae. Inga underarter finns listade i Catalogue of Life.